# Neochera fumosa
Neochera fumosa là một loài bướm đêm trong họ Erebidae.